# ジョン・アバークロンビー
ジョン・アバークロンビー（John Abercrombie、1944年12月16日 - 2017年8月22日）は、アメリカ合衆国のジャズ・ギタリスト。

## 略歴
1944年12月16日にニューヨーク州ポートチェスターにて生まれる。1967年にバークリー音楽大学を卒業後、本格的にプロとしてキャリアをスタートさせる。
2017年8月22日、ニューヨーク州コートラントマナーにて心不全のため死去。

## ディスコグラフィ

### リーダー・アルバム
- 『タイムレス』 - Timeless (1975年、ECM)
- 『サーガッソーの海』 - Sargasso Sea (1976年、ECM) ※with ラルフ・タウナー。旧邦題『ザ・デュエット』
- 『キャラクターズ』 - Characters (1978年、ECM)
- 『アーケイド』 - Arcade (1979年、ECM) ※旧邦題『マジカル・フィンガー』
- 『ブルー・ウルフ』 - Abercrombie Quartet (1980年、ECM)
- Straight Flight (1980年、Jam)
- 『ラプソディー』 - M (1981年、ECM)
- Route Two (1981年) ※with デヴィッド・アール・ジョンソン、ダン・ウォール
- 『ファイヴ・イヤーズ・レイター』 - Five Years Later (1982年、ECM) ※with ラルフ・タウナー
- 『ナイト』 - Night (1984年、ECM)
- Drum Strum (1984年、1750 Arch)
- 『ソーラー』 - Solar (1984年、Palo Alto) ※with ジョン・スコフィールド
- 『カレント・イヴェンツ』 - Current Events (1986年、ECM)
- 『エメラルド・シティ』 - Emerald City (1987年、Pathfinder) ※with リッチー・バイラーク
- 『ゲッティング・ゼア』 - Getting There (1988年、ECM)
- 『ライヴ・イン・ボストン』 - John Abercrombie / Marc Johnson / Peter Erskine (1989年、ECM)
- Upon a Time (1989年、New Albion)
- 『アニマート』 - Animato (1989年、ECM)
- Double Variations (1990年、Justin Time)
- 『ウィッチクラフト』 - Witchcraft (1991年、Justin Time) ※with ドン・トンプソン
- 『フェアウェル』 - Farewell (1993年、Musidisc)
- 『ノヴェンバー』 - November (1993年、ECM) ※with マーク・ジョンソン、ピーター・アースキン、ジョン・サーマン
- 『ホワイル・ウィ・アー・ヤング』 - While We're Young (1993年、ECM)
- 『スピーク・オブ・ザ・デヴィル』 - Speak of the Devil (1994年、ECM)
- 『タクティクス』 - Tactics (1997年、ECM)
- 『オープン・ランド』 - Open Land (1999年、ECM)
- 『ザ・ハドソン・プロジェクト』 - The Hudson Project (2000年、Stretch) ※with ピーター・アースキン、ボブ・ミンツァー、ジョン・パティトゥッチ
- 『ザッツ・フォー・シュア』 - That's for Sure (2002年、Challenge) ※with マーク・コープランド、ケニー・ホイーラー
- 『キャット&マウス』 - Cat 'n' Mouse (2002年、ECM)
- 『スリー・ギターズ』 - Three Guitars (2003年、Chesky) ※with ラリー・コリエル、バディ・アサド
- Animations (2003年、Underhill Jazz)
- 『クラス・トリップ』 - Class Trip (2004年、ECM)
- Alone Together (2004年、Acoustic Music)
- Brand New (2004年、Challenge)
- Echoes (2005年、Alessa)
- 『ストラクチャーズ』 - Structures (2006年、Chesky)
- The Third Quartet (2007年、ECM)
- Topics (2007年、Challenge)
- Coincidence (2007年、Whaling City Sound) ※with ジョー・ベック
- 『ウェイト・ティル・ユー・シー・ハー』 - Wait Till You See Her (2009年、ECM)
- Cradle of Light (2009年、ECM)
- Speak to Me (2011年、Pirouet)
- Within a Song (2012年、ECM)
- 39 Steps (2013年、ECM)
- The Angle Below (2013年、SteepleChase)
- Inspired (2016年、ArtistShare)
- Up and Coming (2017年、ECM)[2]

ゲイトウェイ
- 『ゲイトウェイ』 - Gateway (1976年、ECM)
- 『ゲイトウェイ2』 - Gateway 2 (1978年、ECM)
- 『ホーム・カミング』 - Homecoming (1995年、ECM)
- 『イン・ザ・モーメント』 - In the Moment (1996年、ECM)

ジョン・アバークロンビー&アンディ・ラヴァーン
- Natural Living (1990年、Musidisc)
- 『ノスモ・キング』 - Nosmo King (1994年、SteepleChase)
- 『ナウ・イット・キャン・ビー・プレイド』 - Now It Can Be Played (1995年、SteepleChase)
- Where We Were (1996年、Double-Time)
- A Nice Idea (2005年、SteepleChase)
- Live from New York (2010年、SteepleChase)

### 参加アルバム
フランコ・アンブロゼッティ
- 『ライト・ブリーズ』 - Light Breeze (1998年、Enja)

ガトー・バルビエリ
- 『アンダー・ファイア』 - Under Fire (1973年、Flying Dutchman) ※1971年録音
- 『ボリビア』 - Bolivia (1973年、Flying Dutchman)

ビリー・コブハム
- 『クロスウインズ』 - Crosswinds (1974年、Atlantic)
- 『皆既食』 - Total Eclipse (1974年、Atlantic)
- 『シャバズ - ライヴ・イン・ヨーロッパ』 - Shabazz (1975年、Atlantic)

マーク・コープランド
- 『セコンド・ルック』 - Second Look (1996年)
- ...And (2002年)

ジャック・ディジョネット
- 『コスミック・チキン』 - Cosmic Chicken (1975年、Prestige)
- Untitled (1976年、ECM)
- Pictures (1977年、ECM)
- 『ダイレクションズ』 - New Rags (1977年、ECM)
- 『バイユー・フィーヴァー』 - New Directions (1978年、ECM)
- 『ニュー・ダイレクション・イン・ヨーロッパ』 - New Directions in Europe (1980年、ECM) ※1979年録音

ダニー・ゴットリーブ
- 『ホワールウィンド (旋風)』 - Whirlwind (1989年、Atlantic)
- Brooklyn Blues (1991年、Big World)

デイヴ・リーブマン
- 『ルックアウト・ファーム』 - Lookout Farm (1973年、ECM)
- 『ドラム・オード』 - Drum Ode (1974年、ECM)
- 『スウィート・ハンズ』 - Sweet Hands (1975年、Horizon)

ルディ・リンカ
- Rudy Linka Quartet (1991年、Arta)
- Mostly Standards (1993年、Arta)
- Lucky Southern (2006年、Quinton)
- Every Moment (2011年、Acoustic Music)

チャールス・ロイド
- 『ヴォイス・イン・ザ・ナイト』 - Voice in the Night (1999年、ECM)
- 『ザ・ウォーター・イズ・ワイド』 - The Water Is Wide (2000年、ECM)
- 『ハイペリオン・ウィズ・ヒギンズ』 - Hyperion with Higgins (2001年、ECM)
- Lift Every Voice (2002年、ECM)

エンリコ・ラヴァ
- Katcharpari (1973年、MPS/BASF)
- 『魚座の難破船』 - The Pilgrim and the Stars (1975年、ECM)
- 『ザ・プロット』 - The Plot (1976年、ECM)

ロニー・スミス
- 『アフロ・ブルー』 - Afro Blue (1993年)
- 『紫のけむり〜ジミ・ヘンドリックスに捧ぐ』 - Purple Haze: Tribute to Jimi Hendrix (1995年)
- 『フォクシー・レディ〜ジミ・ヘンドリックスに捧ぐ』 - Foxy Lady: Tribute to Jimi Hendrix (1996年)

コリン・ウォルコット
- 『クラウド・ダンス』 - Cloud Dance (1976年、ECM)
- 『グレイジング・ドリームズ』 - Grazing Dreams (1977年、ECM)

ケニー・ホイーラー
- 『ディア・ワン』 - Deer Wan (1977年、ECM)
- 『ウィドウ・イン・ザ・ウィンドウ』 - Widow in the Window (1990年、ECM)
- 『ミュージック・フォー・ラージ&スモール・アンサンブル』 - Music for Large and Small Ensemble (1990年、ECM)
- It Takes Two! (2006年、Cam Jazz)

その他
- ロバート・バルザー : Tales (2008年)
- ジェリー・バーガンジィ : Tenorist (2007年、Savant)
- ポール・ブレイ : Live at Sweet Basil (1988年、Soul Note)
- ボブ・ブルックマイヤー : Electricity (1994年)
- ロイス・キャンベル : Six by Six: A Jazz Guitar Celebration (2004年) ※1994年録音。
- マーク・イーガン : As We Speak (2006年、Wavetone)
- ギル・エヴァンス : 『プレイズ・ジミ・ヘンドリックス』 - The Gil Evans Orchestra Plays the Music of Jimi Hendrix (1974年、RCA)
- ヤン・ガルバレク : 『サン&ムーン』 - Eventyr (1981年、ECM)
- ボビー・ハッチャーソン : 『ウン・ポコ・ロコ』 - Un Poco Loco (1979年)
- リー・コニッツ : 『サウンド・オブ・サプライズ』 - Sound of Surprise (1999年、RCA Victor)
- アンディ・ラヴァーン : Liquid Silver (1984年、DMP)
- アンディ・ラヴァーン : Plays the Music of Chick Corea (2008年、Jazzline)
- ジョー・ロヴァーノ : 『美』 - Landmarks (1991年、Blue Note)
- ボブ・ミンツァー : Hymn (1990年、Owl)
- チェスワフ・ニエメン : Mourner's Rhapsody (1974年)
- バール・フィリップス : 『マウンテンスケイプス』 - Mountainscapes (1976年、ECM)
- ジョニー・ハモンド・スミス : Nasty! (1968年、Prestige)
- スターク・リアリティ : The Stark Reality Discovers Hoagy Carmichael's Music Shop (1970年)[3]
- ジョン・サーマン : Brewster's Rooster (2009年、ECM)
- ジョセフ・タワドロス : The Hour of Separation (2010年)
- マイケル・ウルバニアク : Fusion III (1975年、Columbia)
- ジム・ヴィヴィアン : Sometime Ago (2018年、Cornerstone)
- ジャック・ウォラス : Neohippus (1989年、Blue Note)